# Вікуловка
Віку́ловка (рос. Викуловка) — присілок у складі Сладковського району Тюменської області, Росія.
Населення — 35 осіб (2010, 82 у 2002).
Національний склад станом на 2002 рік:
- росіяни — 76 %